# Larry Dias
Larry Dias est un décorateur de cinéma américain, sélectionné lors de la 83e cérémonie des Oscars pour son travail sur le film Inception, dans la catégorie meilleurs décors, aux côtés de Guy Hendrix Dyas and Doug Mowat.
Il a également créé les décors de tous les films de la série des Hunger Games.

## Filmographie partielle
- Les Liens du souvenir (1995)
- L'Amour à tout prix (1995)
- Sale Môme (2000)
- Rat Race (2001)
- Pirates des Caraïbes : La Malédiction du Black Pearl (2003)$
- Serenity (2005)
- Transformers (2007)
- Indiana Jones et le Royaume du crâne de cristal (2008)
- Inception (2010)
- Hunger Games (2012)
- L'Embrasement (2013)
- La Révolte - Partie 1 (2014)
- La Révolte - Partie 2 (2015)